# Arche Verlag
Arche Literatur Verlag AG (Arche) este o editură fondată în 1944 în Elveția. Ea publică în prezent cărți de ficțiune și de non-ficțiune și are sediul central la Zürich și o sucursală la Hamburg. Începând din 2008 Arche este o companie a grupului editorial Oetinger (Hamburg).

## Istoric
Arche Literatur Verlag a fost fondată în 1944 la Zürich de către Peter Schifferli ca Verlags AG Die Arche (din 1994 Arche Verlag GmbH, începând din 2008 Arche Literatur Verlag AG). Ulterior, studentul Schifferli, în vârstă de 23 de ani, a fost sprijinit de membrii Literarische Stammtisch la Café Odeon din Zürich, printre care Ernst Robert Curtius, Jakob Hegner, Max Rychner și Emil Staiger. În 1953 Schifferli a fondat Sanssouci Verlag pentru literatură de ficțiune, care a fost achiziționată în 1995 de editura Carl Hanser Verlag din München. După moartea lui Schifferli în 1980, fiii lui au preluat conducerea editurii. În 1982 librara Regina Vitali din Zürich și lectora germană Elisabeth Raabe au achiziționat Arche Verlag.
În 2008 grupul editorial Oetinger din Hamburg, care achiziționase deja Atrium Verlag și o încorporase în sectorul cărților pentru adulți, a preluat și Arche Literatur Verlag AG. Arche Kalender a fost continuată de nou-fondata Arche Kalender Verlag GmbH (Hamburg). Directorul editorial al celor două edituri de carte pentru adulți Arche și Atrium a fost Nikolaus Hansen.
Începând din 2013 Jan Weitendorf este directorul celor două edituri, care sunt gestionate separat din punct de vedere al programelor. Conducerea editurii Arche a fost preluată de Ulrich Ostermeyer. Începând cu 2013 există o colaborare pe partea de vânzări între editura Arche și Deutschen Taschenbuch Verlag (München), în care grupul editorial Oetinger este reprezentat prin Verlag Friedrich Oetinger GmbH și Dressler Verlag GmbH.

## Program
Editura Arche Verlag a publicat în 1945 prima sa carte, The Bridge of San Luis Rey. Thornton Wilder primise pentru acest roman Premiul Pulitzer pentru literatură în 1927. În anii 1940, a fost lansată colecția „Kleine Arche-Bücherei” (ulterior „Die kleinen Bücher der Arche”). Concepută inițial pentru prizonierii de război germani din lagărele engleze, colecția a devenit o parte integrantă a scenei literare germane postbelice și a ajuns la un tiraj de aproximativ două milioane de exemplare. În plus, Arche Verlag a publicat scrierile lui Gottfried Benn și Werner Bergengruen, precum și edițiile complete ale operelor lui Georg Heym, Georg Trakl și Hans Carossa. Schifferli a dobândit, de asemenea, drepturile de distribuție ale cărții Micul prinț (Der kleine Prinz) de Antoine de Saint-Exupéry pentru Elveția și Austria.
În anii 1950 și 1960 programul a continuat să se dezvolte. Arche Verlag a publicat operele unor scriitori de renume internațional, precum Ezra Pound, Gertrude Stein, E.E. Cummings și William Faulkner. Schifferli a publicat, de asemenea, scrieri ale autorilor elvețieni Friedrich Dürrenmatt, Adolf Muschg și Hugo Loetscher.
Începând din anii 1980 programul editorial coordonat de Elisabeth Raabe și Regina Vitali a fost caracterizat printr-un amestec de autori de renume internațional, precum Margaret Forster, Natalia Ginzburg, Elsa Morante și Maarten 't Hart, și de scriitori de limba germană recent descoperiți precum Peter Stamm, Jürg Amann și Viola Roggenkamp. Cercetătorul literar și bibliotecarul Paul Raabe a publicat, de asemenea, două lucrări autobiografice la Arche Verlag (1992/2007).
În plus, au fost publicate în anii 1980 numeroase cărți de non-ficțiune, printre care și autobiografia Tanz mit dem Jahrhundert a lui Stéphane Hessel. Începând din 1985 a fost publicat anual Arche Literatur Kalender. În 1987 a fost lansată colecția „Arche-Editionen des Expressionismus” (editată de Paul Raabe).
În anii 2008-2013 accentul programului editorial Arche, coordonat de Nikolaus Hansen, a fost pus pe autori anglo-americani precum John Boyne, John Griesemer și Nick Flynn. În 2010 a avut loc debutul autoarei australiene Eleanor Catton cu cartea Die Anatomie des Erwachens. Catton a primit premiul Man Booker în 2013 pentru cel de-al doilea roman al său, The Luminaries. În 2011 a fost lansat bestseller-ul american Matterhorn al lui Karl Marlantes, veteran al războiului din Vietnam.
Arche Verlag a publicat în acești ani scrierile unor autori de limba germană, precum trilogia Teilacher (Die Teilacher, Machloikes și Herr Klee und Herr Feld) de Michel Bergmann sau cartea Bettinei Stangneth despre Adolf Eichmann, Eichmann vor Jerusalem. Das unbehelligte Leben eines Massenmörders. Începând din 2009 criticul literar Denis Scheck a publicat, de asemenea, în colecția „Arche Paradies” noile ediții ale clasicilor, operele vechilor autori ai Arche Verlag și ai unor autori cunoscuți pe plan internațional precum David Foster Wallace și Marie N’Diaye.
Cu ocazia aniversării a 100 de ani de la nașterea lui Albert Camus, pe 7 noiembrie 2013, a fost publicată o nouă ediție a eseurilor sale algeriene într-un volum dublu intitulat Hochzeit des Lichts, cu o postfață de Mirko Bonné.
În 2014, cu ocazia aniversării a 70 de ani de la înființarea editurii, a avut loc o relansare a editurii Arche Literatur Verlag, sub conducerea lui Ulrike Ostermeyer. Aceasta a inclus concentrarea programului pe patru domenii: ficțiunea germană și internațională (literatură și divertisment), non-ficțiune narativă, redescoperirea clasicilor și reeditarea unor titluri mai vechi ale editurii. Cu acest prilej s-a afirmat: Cu un nou logo și cu motto-ul lesen leben [„a citi înseamnă a trăi”], editura este astăzi o casă pentru autori care efectuează un studiu modern asupra lumii, care sunt în mișcare și caută o patrie interioară și exterioară.

## Premii
Pentru ediția completă bilingvă a cărții Cantos de Ezra Pound publicată de Arche Literatur Verlag, traducătoarea Eva Hesse a primit Premiul Târgului de Carte de la Leipzig din 2013 în categoria traduceri.
Bettina Stangneth a obținut în 2011 premiul NDR pentru carte de non-ficțiune pentru cartea Eichmann vor Jerusalem. Das unbehelligte Leben eines Massenmörders.

## Legături externe
- Homepage des Arche Literatur Verlags.  Actualizat la 2013-11-22.
- Publikationen des Arche Verlags în catalogul Deutschen Nationalbibliothek